# ГЕС Кіплінг
ГЕС Кіплінг (англ. Kipling Generating Station) — гідроелектростанція в канадській провінції Онтаріо. Знаходячись після ГЕС Harmon, становить нижній ступінь каскаду на річці Маттагамі, правій твірній річки Мус (має устя на південному узбережжі затоки Джеймс — південно-східної частини Гудзонової затоки).
У межах проекту річку перекрили бетонною греблею довжиною біля трьох сотень метрів, яка утримує витягнуте по долині річки на 5,6 км водосховище з площею поверхні 1,3 км2. Останнє має корисний об'єм 3,2 млн м3, що забезпечується коливанням рівня в операційному режимі в діапазоні 3 метри.
Пригреблевий машинний зал у 1966 році обладнали двома пропелерними турбінами потужністю по 78 МВт, які при напорі у 31 метр забезпечували виробництво 690 млн кВт-год електроенергії на рік. В 2014-му до них додали ще одну, що довело загальний показник станції до 232 МВт.
Видача продукції відбувається по ЛЕП, розрахованій на роботу під напругою 230 кВ.